# Poro (rituel)

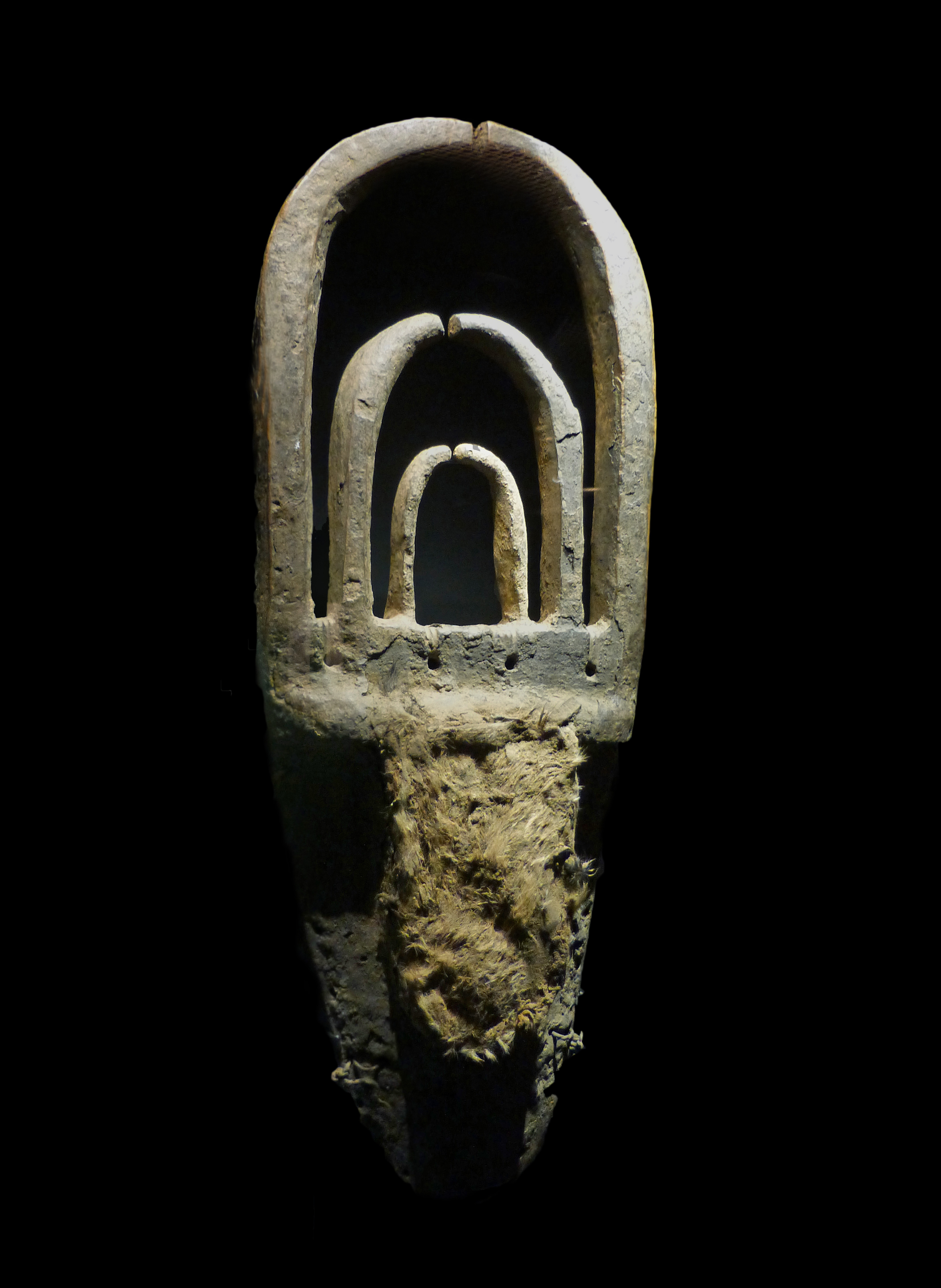
Masque zoomorphe kouranko utilisé pour l'initiation (Liberia)

Pour les articles homonymes, voir Poro.
Le Poro est  une institution socio-religieuse qui régit les étapes de l'initiation destinée à former l'homme idéal dans la société et pratiqué par plusieurs groupes ethniques en Afrique de l'Ouest, notamment les Sénoufos, les Malinké et les Koulango. Chacun de ces groupes a sa propre version du rite, ses coutumes et ses croyances. La zone géographique est celle des forêts guinéennes d'Afrique de l'Ouest, du Liberia, de la Guinée et du nord de la Côte d'Ivoire, ainsi que de la Sierra Leone et du sud du Mali.

## Chez les Sénoufos
Chez les Sénoufos du nord de la Côte d'Ivoire, le Poro apparaît comme le socle de la cohésion de la société. L'initiation peut nécessiter beaucoup de temps voire durer toute la vie.
Tous les jeunes garçons prennent part à l'initiation dès l'âge de 7 ans, et ce jusqu'à l'âge de 28 ans. Toutes les étapes de l'initiation se déroulent à l’extérieur du village dans le bois sacré (Sinzang). Les jeunes y effectuent ainsi périodiquement des retraites d’un mois environ.
Les femmes peuvent être initiées à la première étape mais elles doivent ensuite se marier et ne peuvent reprendre l'initiation qu'après la ménopause.

### Philosophie
Selon la conception sénoufo, l'être humain à sa naissance est dans un état d'animalité. Le Poro va faire passer l'initié de l'état d'animalité à celui d'homme social.
Tous les cultes sénoufo vénèrent Katyeleo, une divinité féminine à qui Kolotyolo (Dieu) a confié la gestion du monde (lui pour sa part s'est retiré loin des hommes).

### Étapes de l'initiation
Le poro est composé de différents actes rituels ponctuels dont le passage est une preuve de maturité.
L'initiation au Poro se déroule en trois étapes de 7 ans : 
- Le Kouord a lieu pendant la période pré-nubile[8]. L'enfant se voit confier certaines corvées et il apprend certains mots essentiels du Poro. Il apprend également les rudiments de la vie communautaire et est amené à faire des sacrifices personnels. Il se doit aussi de pratiquer une activité artisanale en confectionnant des costumes.

- Le Tcholo (ou Tyolo) a lieu pendant la période où l'individu désormais adulte prend connaissance des secrets concernant la théologie, la philosophie, le comportement social.

- Le Kaffono mène à la connaissance suprême et l'accession au cercle fermé des initiés masqués[6],[8].

Chaque phase est à son tour subdivisée en échelons correspondant chacun à une idée mythologique et qui porte chacune un nom.
Le Poro comprend également une phase d'enseignement plus matérielle. Les initiés apprennent le calendrier des travaux agricoles, les  diverses techniques artisanales, etc.
Après la formation, les futurs initiés passent un test pour déterminer le meilleur d'entre eux. Celui-ci sera désigné comme chef de sa génération. L'examen consiste en un ensemble de questions sur les connaissances acquises durant le temps passé dans la forêt.

### Rôle politique et social
L'organisation du Poro permet de fonder une société sans classe sociale, foncièrement égalitaire mais stratifiée sous forme de « classes d’âges », le sommet de l'échelle étant occupé par les classes les plus âgées.
Dans la société sénoufo, les hommes qui n’ont pas été initiés au Poro ne peuvent pas prendre la parole en public et sont considérés comme des parias. Ils ne peuvent pas être enterrés selon la tradition.
Les amendes qui sont infligées dans le bois sacré, où se déroulent les manifestations secrètes du poro, représentent une lourde charge pour les jeunes adultes durant tout le tyolo et un transfert de richesse significatif au profit des vieux du village qui se partagent ces fonds.